# Arecaïdina
Arecaïdina és un alcaloide bioactiu que es troba en les llavors de la palmera Areca catechu.